# Kosmos 2266
Kosmos 2266, ruski navigacijski i komunikacijski satelit iz programa Kosmos. Vrste je Parus.
Lansiran je 2. studenoga 1993. godine u 12:10 s kozmodroma Pljesecka u Rusiji. Lansiran je u nisku orbitu oko planeta Zemlje raketom nosačem Kosmos-3M 11K65M. Orbita mu je 949 km u perigeju i 1019 km u apogeju. Orbitna inklinacija mu je 82,95°. Spacetrackov kataloški broj je 22888. COSPARova oznaka je 1993-070-A. Zemlju obilazi u 104,77 minuta. Pri lansiranju bio je mase 825 kg. 

## Vanjske poveznice
- N2YO.com Search Satellite Database
- Celes Trak SATCAT Format Documentation (engl.)